# Université du Québec à Chicoutimi

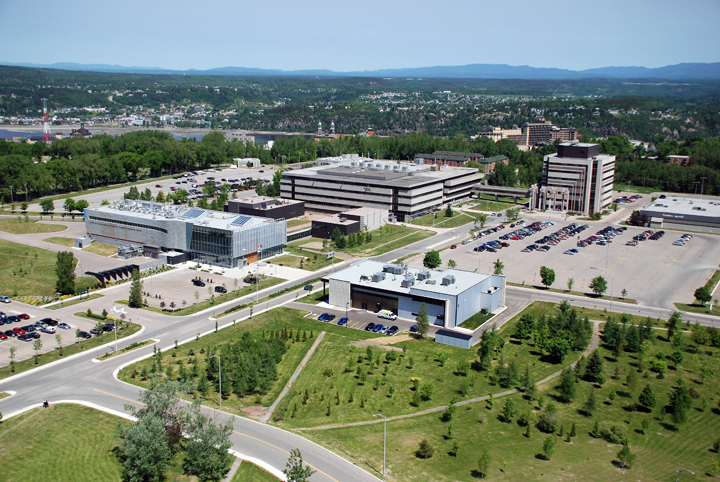
Campus der UQAC

Die Université du Québec à Chicoutimi (UQAC) ist eine französischsprachige staatliche Universität in Chicoutimi (Saguenay),  Québec, Kanada.

## Geschichte
Die UQAC wurde 1969 gegründet und gehört dem Verbund der Université du Québec an. Diese wurde 1968 während der Révolution tranquille (der stillen Revolution) durch ein Gesetz der Nationalversammlung von Québec gegründet. Die wichtigsten Gründe für ihre Entstehung waren der Wunsch nach einer französischsprachigen, nicht-kirchengebundenen öffentlichen Universität, und die Erkenntnis, dass die wirtschaftlichen schwächeren Regionen der Provinz Hochschulen bräuchten, um die Bevölkerungsabwanderung zu bekämpfen.
Vorläufer der UQAC war die ab 1959 bestehende Université au Saguenay-Lac-Saint-Jean. Circa 6500 Studenten studieren heute an der UQAC, darunter auch an den Studienzentren in La Malbaie, Saint-Félicien, Alma und Sept-Îles.

## Alumni
- Léandre Bouchard (* 1992), Mountainbiker
- Christian Genest (* 1957), Mathematiker
- Kada Labo (1939–2007), Manager und Politiker